# Sneakerheads
Sneakerheads ist eine US-amerikanische Comedy-Fernsehserie, die von Jay Longino erdacht wurde. Die erste Staffel wurde am 25. September 2020 auf Netflix veröffentlicht.

## Handlung
Nachdem Devin, ein ehemaliger „Sneakerhead“, auf die verrückten Pläne seines Freundes Bobby hereingefallen ist, steckt er in einem tiefen Loch. Um sein Geld zurückzubekommen, muss sich das Duo auf die Suche nach den am schwierigsten zu fassenden Sneakers machen.

## Hintergrund
Serienschöpfer Longino prägte beim Schreiben der Serie ein persönliches traumatisches Erlebnis aus seiner Kindheit: Basketballprofi Michael Jordan schenkte ihm ein Paar Sneakers. Allerdings verkaufte seine Mutter diese ohne Zustimmung Longinos.

## Besetzung und Synchronisation
Die deutschsprachige Synchronisation entstand nach einem Dialogbuch von Falko Kretschmer unter Regie von Klaus Bauschulte durch die Berliner Synchron. Die Serie erhielt außerdem eine französische-, italienische- und türkischsprachige Synchronisation.
| Darsteller            | Rolle     | Folgen    | Synchronsprecher          |
| --------------------- | --------- | --------- | ------------------------- |
| Allen Maldonado       | Devin     | 1–6       | Fabian Oscar Wien         |
| Andrew Bachelor       | Bobby     | 1–6       | Constantin von Jascheroff |
| Jearnest Corchado     | Nori      | 1–4, 6    | Melinda Rachfahl          |
| Matthew Josten        | Stuey     | 1–4, 6    | Sebastian Fitzner         |
| Yaani King Mondschein | Christine | 1–2, 4–6  | Cornelia Waibel           |
| Justin Lee            | Cole      | 1–2, 4, 6 | Christian Zeiger          |
| Jay Seals             | Terry     | 1–2, 4, 6 | Nico Nothnagel            |
| Aja Evans             | Gia       | 1–2, 5    | Damineh Hojat             |
| Kyrie Mcalpin         | Cleo      | 1–2, 4    | Lentje Koch               |
| Chris Coppola         | Frank     | 4         | Dirk Müller               |